# Road Rash II
Road Rash II é o segundo jogo da série de jogos eletrônicos de corrida de motociclismo da Electronic Arts. Foi lançado para o Mega Drive. Baseia-se fortemente no motor e sprites do primeiro jogo. Road Rash II introduziu vários novos recursos para a série, incluindo motocicletas com injeção de óxido nitroso e armas variadas.

## Som
O jogo apresenta músicas do famoso compositor de videogames, Rob Hubbard. Don Veca também contribuiu para a trilha sonora.

## Recepção
Road Rash II recebeu críticas aclamadas por analistas e críticos em revistas e jornalistas. Road Rash II recebeu um 9/10 no site HonestGamers. A Mega colocou o jogo em 19º lugar no seu Top Mega Drive Games of All Time.